# Finsing
Finsing è un comune tedesco di 4 038 abitanti, situato nel land della Baviera.